# Чемпіонат світу з футболу 2026 (кваліфікаційний раунд, УЄФА, група E)
Група E кваліфікації УЄФА Чемпіонату світу з футболу 2026 — одна з 12 груп УЄФА у  кваліфікації чемпіонату світу для визначення команд, які пройдуть до чемпіонату світу 2026. Група E складається з 4 команд: Іспанії, Туреччини, Грузії і Болгарії. Команди зіграють одна з одною вдома та на виїзді за круговою системою.
Матчі відбудуться з 4 вересня по 18 листопада 2025 року.
Переможець групи потрапить напряму до чемпіонату світу, а 2-е місце пройде до другого раунду (плей-оф).

## Турнірна таблиця
| Поз | Команда     | І | В | Н | П | ГЗ | ГП | РГ | О | Кваліфікація                         |       | Іспанія | Туреччина | Грузія | Болгарія |
| --- | ----------- | - | - | - | - | -- | -- | -- | - | ------------------------------------ | ----- | ------- | --------- | ------ | -------- |
| 1   | Іспанія (X) | 0 | 0 | 0 | 0 | 0  | 0  | 0  | 0 | Кваліфікація на чемпіонат світу 2026 |       | —       | 18 лис    | 11 жов | 14 жов   |
| 2   | Туреччина   | 0 | 0 | 0 | 0 | 0  | 0  | 0  | 0 | Вихід до плей-оф                     |       | 7 вер   | —         | 14 жов | 15 лис   |
| 3   | Грузія      | 0 | 0 | 0 | 0 | 0  | 0  | 0  | 0 |                                      |       | 15 лис  | 4 вер     | —      | 7 вер    |
| 4   | Болгарія    | 0 | 0 | 0 | 0 | 0  | 0  | 0  | 0 |                                      | 4 вер | 11 жов  | 18 лис    | —      |          |

## Матчі
| 4 вересня 2025 18:00 (20:00 UTC+4) |

| Грузія | —                               | Туреччина |
| ------ | ------------------------------- | --------- |
|        | Протокол (FIFA) Протокол (UEFA) |           |

|  |

| 4 вересня 2025 20:45 (21:45 UTC+3) |

| Болгарія | —                               | Іспанія |
| -------- | ------------------------------- | ------- |
|          | Протокол (FIFA) Протокол (UEFA) |         |

|  |

| 7 вересня 2025 15:00 (17:00 UTC+4) |

| Грузія | —                               | Болгарія |
| ------ | ------------------------------- | -------- |
|        | Протокол (FIFA) Протокол (UEFA) |          |

|  |

| 7 вересня 2025 20:45 (21:45 UTC+3) |

| Туреччина | —                               | Іспанія |
| --------- | ------------------------------- | ------- |
|           | Протокол (FIFA) Протокол (UEFA) |         |

|  |

| 11 жовтня 2025 20:45 (21:45 UTC+3) |

| Болгарія | —                               | Туреччина |
| -------- | ------------------------------- | --------- |
|          | Протокол (FIFA) Протокол (UEFA) |           |

|  |

| 11 жовтня 2025 20:45 |

| Іспанія | —                               | Грузія |
| ------- | ------------------------------- | ------ |
|         | Протокол (FIFA) Протокол (UEFA) |        |

|  |

| 14 жовтня 2025 20:45 (21:45 UTC+3) |

| Туреччина | —                               | Грузія |
| --------- | ------------------------------- | ------ |
|           | Протокол (FIFA) Протокол (UEFA) |        |

|  |

| 14 жовтня 2025 20:45 |

| Іспанія | —                               | Болгарія |
| ------- | ------------------------------- | -------- |
|         | Протокол (FIFA) Протокол (UEFA) |          |

|  |

| 15 листопада 2025 18:00 (21:00 UTC+4) |

| Грузія | —                               | Іспанія |
| ------ | ------------------------------- | ------- |
|        | Протокол (FIFA) Протокол (UEFA) |         |

|  |

| 15 листопада 2025 18:00 (20:00 UTC+3) |

| Туреччина | —                               | Болгарія |
| --------- | ------------------------------- | -------- |
|           | Протокол (FIFA) Протокол (UEFA) |          |

|  |

| 18 листопада 2025 20:45 (21:45 UTC+2) |

| Болгарія | —                               | Грузія |
| -------- | ------------------------------- | ------ |
|          | Протокол (FIFA) Протокол (UEFA) |        |

|  |

| 18 листопада 2025 20:45 |

| Іспанія | —                               | Туреччина |
| ------- | ------------------------------- | --------- |
|         | Протокол (FIFA) Протокол (UEFA) |           |

|  |